# Gianluigi Zuddas
Gianluigi Zuddas (Carpi, 1943) è uno scrittore e traduttore italiano attivo soprattutto per Editrice Nord e Fanucci Editore, autore di romanzi fantascientifici e fantasy.

## Biografia
Nato a Carpi, in provincia di Modena, si trasferì a Livorno con la famiglia quando era ancora molto giovane. Suo padre era sottufficiale di marina. Da ragazzo era un appassionato lettore di Salgari, Zane Grey e Steinbeck, successivamente iniziò ad apprezzare anche Frederik Pohl, Robert Sheckley e i racconti di Jack Vance. Svolse diversi lavori, tra cui meccanico, tecnico nella radiologia medica e disegnatore, prima di cominciare a scrivere fantasy; il suo primo romanzo, Amazon, vinse il Premio Italia assegnato nel 1979 e avviò il Ciclo delle Amazzoni, magnum opus dell'autore, un'opera di genere heroic fantasy con contaminazioni science fantasy.
Dopo il 1989 Zuddas ha sostanzialmente abbandonato la scrittura narrativa per dedicarsi ai suoi mestieri primari: la sua ultima pubblicazione è stata il romanzo Le armi della Lupa, revisionato e riedito nel 2006 come C'era una volta un computer.

## Opere

### Ciclo delle Amazzoni
La serie consiste di quattro romanzi principali e altrettanti racconti minori.

#### Tetralogia principale
1. Amazon, Galassia 233, Casa Editrice La Tribuna,1 Novembre 1978.
2. Le amazzoni del sud, I Libri di Fantasy. Il Fantastico nella Fantascienza 6 [VI], Fanucci Editore, 1983.
3. Stella di Gondwana, I Libri di Fantasy. Il Fantastico nella Fantascienza 10 [X], Fanucci Editore, 1983.
4. Il volo dell'angelo, Fantacollana 58, Editrice Nord, 1985.

A seguito dell'uscita del quarto romanzo per Editrice Nord, i precedenti tre tomi sono stati revisionati da Zuddas e ristampati dal medesimo editore in Fantacollana 156, 162 e 166.

#### Racconti collaterali
- "L'amazzone e il sacerdote", in appendice all'antologia Heroic Fantasy. Il meglio della fantasia eroica moderna, a cura di Lin Carter, Enciclopedia della Fantascienza 4, Fanucci Editore, 1979.
- "Le guerriere degli abissi", PULP 3, Edizioni Pulp, Luglio/Agosto 1983.
- "L'avventuriera del deserto", in appendice all'antologia Amazzoni ed Eroine. L'heroic fantasy al femminile, a cura di Jessica Amanda Salmonson, Enciclopedia della Fantascienza 17, Fanucci Editore, 1987.
- "L'inviato del dio", come chapbook in Malacandra 15, Tabula Fati, ottobre 2006.

Il racconto "Le guerriere degli abissi" venne composto da Zuddas per una fanzine torinese, ma l'autore ne rimase insoddisfatto e scelse di non ristamparlo mai a scopo di lucro; analogamente "L'avventuriera del deserto" era stato scritto per una fanzine livornese ma venne ampiamente revisionato ed espanso in occasione della ristampa per Fanucci.

### Solomon Kane
Zuddas ha composto cinque racconti con protagonista Solomon Kane, il personaggio creato da Robert E. Howard, inclusi come contenuti aggiuntivi nel volume tematico Solomon Kane, trad. Roberta Rambelli, a cura di Gianfranco de Turris e Sebastiano Fusco, Il Libro d'Oro della Fantascienza 2, Fanucci Editore, 1979. I testi sono qui riferiti secondo l'ordine in cui appaiono nel volume:
- "L'isola del serpente piumato", racconto apocrifo composto interamente da Zuddas.
- "Il Castello del Diavolo" ("The Castle of the Devil"), frammento di Howard completato da Zuddas.
- "Hawk di Basti" ("Hawk of Basti"), frammento di Howard completato da Zuddas.
- "I figli di Asshur" ("The Children of Asshur"), frammento di Howard completato da Zuddas.
- "La corona di Asa", racconto apocrifo composto interamente da Zuddas.

### Romanzi autoconclusivi
- I pirati del tempo, Narratori Italiani di Fantascienza 2, Libra Editrice, 1980; con Luigi Cozzi.
- Balthis l'avventuriera, Fantacollana 46, Editrice Nord, 1983.
- Le armi della Lupa, Thule. Collana di Letteratura Fantastica 18, Marino Solfanelli Editore, 1989; revisionato e rintitolato C'era una volta un computer, Mekanè 1, Larcher Editore, 2006; ulteriormente modificato e ripubblicato come I computer dell'Apocalisse, Urania Supplemento 35, Arnoldo Mondadori Editore, Novembre 2007.

### Racconti autoconclusivi
- "Bambino molle", in Robot 28/29, Armenia Editore, Luglio/Agosto 1978.
- "Vieni con me", in Star 1, EPIERRE, Aprile/Giugno 1980.
- "Per cercare Aurade", nell'antologia Le ali della fantasia, Thule. Collana di Letteratura Fantastica 1, Marino Solfanelli Editore, 12 Giugno 1981.
- "Anna", in Star 3, EPIERRE, Dicembre/Febbraio 1981.
- "Mitis degli Alicorni", nell'antologia Le ali della fantasia/2, Thule. Collana di Letteratura Fantastica 2, Marino Solfanelli Editore, Giugno 1982.
- "La corona di Elamira", nell'antologia Le spade di Ausonia Tre romanzi brevi di Heroic fantasy, Mondi Alternativi II, Akropolis, Marzo 1982.
- "Il ritorno di Lupa Bianca", nell'antologia Spade e Incantesimi. Il meglio dell'heroic fantasy italiana, a cura di Gianni Pilo, Enciclopedia della Fantascienza 12, Fanucci Editore, 1984.
- "Luci di cristallo", nell'antologia Magie e stregoni. Ancora la fantasia eroica italiana, a cura di Gianni Pilo, Enciclopedia della Fantascienza 14, Fanucci Editore, 1985.
- "Inquinamento tecnologico", nell'antologia 1º Premio Letterario "...per racconti fantastici", a cura di Mauro Scarpelli, Edizioni LUI, 1986.